# Hearst (Ontario)
Hearst è una città del Canada, nel distretto di Cochrane della provincia del Ontario.